# Ibalonius
Ibalonius is een geslacht van hooiwagens uit de familie Podoctidae.
De wetenschappelijke naam Ibalonius is voor het eerst geldig gepubliceerd door Karsch in 1880. 

## Soorten
Ibalonius omvat de volgende 16 soorten:
- Ibalonius breoni
- Ibalonius dubius
- Ibalonius ferrugineus (= "Ibalonius ferrugineum")
- Ibalonius flavopictus (= "Ibalonius flavopictum")
- Ibalonius impudens
- Ibalonius inscriptus
- Ibalonius jagorii (= "Ibalonius jagori")
- Ibalonius karschii
- Ibalonius lomani
- Ibalonius maculatus
- Ibalonius quadriguttatus
- Ibalonius sarasinorum
- Ibalonius semperi
- Ibalonius simoni
- Ibalonius spinigerum
- Ibalonius tuberculatus
- Ibalonius umbonatus

Sinds overgedragen:
Ibalonius annulipes later Santobius annulipes / "Ibalonius spinigerum" voor vervormde recombinatie Ibalonius spinigerus (Sørensen, 1886) = Santobius spinigerus (Sørensen, 1886)